# Enfrentamiento en Tanhuato
El 22 de mayo de 2015, ocurrió un enfrentamiento entre la Policía Federal y supuestos integrantes del Cártel de Jalisco Nueva Generación en la comunidad de Tanhuato, Michoacán. Murieron 42 civiles armados y 1 policía.

## Operativo
La madrugada del viernes 22 de mayo de 2015, elementos de la Policía Federal rodearon el rancho El Sol ubicado en la comunidad Puerta de Vargas del municipio Tanhuato en Michoacán, buscaban a unos presuntos delincuentes pertenecientes al cártel de Jalisco Nueva Generación que operaban en la zona. Pasadas las ocho de la mañana un helicóptero Black Hawk reforzó el operativo y comenzó a disparar. El saldo final fueron 42 civiles muertos y un policía.

## Ejecuciones
De acuerdo con reportes de la Comisión Nacional de los Derechos Humanos, al menos 22 de los 42 civiles abatidos en el enfrentamiento fueron ejecutados de manera arbitraria. Indican que había evidencia en tortura a detenidos, manipulación de cadáveres, y alteración de escena. El informe presentado el 18 de agosto de 2016 detalla Luis Raúl González Pérez, presidente de la Comisión, se acreditaron hechos que implican graves violaciones a derechos humanos atribuibles a servidores públicos con nueve tipos distintos de violaciones. 
Después de un año de investigación documentan por lo menos 13 personas asesinadas por la espalda a corta distancia, tres más asesinados después de ser sometidos, dos ejecutados dentro de la casa, uno muerto durante un incendio, un atropellado, cuatro personas con signos de tortura, manipulación de los cuerpos y de la evidencia.

## Posición oficial
La Comisión Nacional de Seguridad, por voz de su presidente Renato Sales Heredia, aceptó las recomendaciones emitidas por la CNDH, sin embargo, afirmó que en el enfrentamiento no fue empleada una fuerza excesiva y todas las acciones fueron apegadas a la legalidad ante las agresiones con los que fueron recibidos. Declaró que a su interpretación las recomendaciones se refieren al apoyo que deben brindar a las investigaciones gestionadas por la Procuraduría General de la República.